# KNK (Band)
KNK (kor.: 크나큰, lit. Keunakeun) ist eine fünfköpfige südkoreanische Boygroup der dritten K-Pop-Generation, die bis zum 10. September 2018 bei YNB Entertainment unter Vertrag standen. Die Band debütierte am 3. März 2016 mit ihrer Single Knock.

## Geschichte

### Vor dem Debüt
Bevor die Mitglieder der Agentur YNB Entertainment beitraten, waren sie Trainees bei verschiedenen Entertainments. Sie trainierten für ihr Debüt fünf Jahre lang. Als Trainees haben sie Erfahrungen als Teil von Musikvideos und Background Tänzer bei den Live-Auftritten der Schwestergruppe BESTie gesammelt.

### 2016: Debüt mitKnock, Mini-AlbenAwakeundRemain, I.K.M.A
Am 25. Februar 2016 veröffentlichte YNB Entertainment auf dem YouTube-Kanal von KNK einen Trailer zum Debüt-Lied Knock. Das Lied wurde komponiert vom Produktionsteam ButterFly, geführt durch Hwang Seong-je. Der Rap wurde von Youjin geschrieben. Die Choreografie wurde von Prepix’s Ha Woo-shin erstellt und das Musikvideo von Lee Ki-baek produziert. Drei Tage nach Veröffentlichung des Trailers begrüßten KNK am 29. Februar 2016 ihre Fans bei ihrem Debüt-Showcase in der Ilchi Art Hall in Seoul. Dort präsentierten sie ihre Lieder Knock und Angel Heart und coverten Love in the Ice von TVXQ und On the Street von Kim Kwang-seok.
Am 1. März 2016 debütierten KNK mit ihrem Lied in der koreanischen Musik-Sendung THE SHOW. Es war ihr erster Auftritt in einer Fernsehsendung. Die Single und das komplette Musikvideo zum Debüt-Song wurde am 3. März 2016 veröffentlicht. Das Video zählt bis dato über 2,7 Millionen Aufrufe.
Ihren ersten Auftritt außerhalb Südkoreas hatten KNK am 15. April 2016 in Macau. Dort sangen sie bei den 20th China Music Awards ihre Single Knock.
Am 16. Mai 2016 feierte die Band mit der Download-Single I Remember ihr Comeback. Der R&B-Song wurde von Kim Tae-joo komponiert.
Ende Mai 2016 gab YNB Entertainment bekannt, dass KNK mit ihrem ersten Mini-Album Awake im Juni ihr Comeback machen werden. Sie veröffentlichten Teaser-Bilder, die die ganze Gruppe und die einzelnen Mitglieder zeigen. Am 26. Mai 2016 wurde der Teaser zum Lied Back Again veröffentlicht. Das komplette Musikvideo wie auch das erste Mini-Album Awake erschienen am 2. Juni 2016. Alle Lieder wurden von Kim Tae-joo produziert. Die Choreografie zum Titel-Lied wurde von Ha Woo-shin erstellt. Jihun, der Leader der Band, erstellte die Choreografie zu Gone, dem ersten Lied des Mini-Albums. Das Mini-Album erreichte Platz 14 in den Billboard World Album Charts. Billboard ehrte die Band mit der Aussage, dass die Band eines der besten K-Pop Debüts in der ersten Jahreshälfte 2016 geliefert haben.
YNB Entertainment startete Anfang November 2016 damit, erste Teaser sowie die Titelliste für das zweite Mini-Album Remain zu veröffentlichen. Auch bei dieser Produktion war Kim Tae-joo beteiligt. Die Lieder Goodbye und Tonight wurden jedoch von den Mitgliedern Youjin und Heejun produziert. Am 12. November 2016 wurde ein Medley mit den Liedern des Mini-Albums veröffentlicht. Einen Tag nach der Veröffentlichung des Teasers zum Titel-Lied U gab das Entertainment der Band bekannt, dass das Musikvideo nicht veröffentlicht wird. Grund hierfür seien Probleme mit der Qualität. Stattdessen veröffentlichte man am 18. November 2016 das Performance Video, das inzwischen über 120.000 Aufrufe zählt. Das Mini-Album wurde am 17. November 2016 veröffentlicht. An diesem Tag hatten sie ihr Comeback Showcase, das live auf V Live gestreamt wurde. Dort präsentierten sie neben ihren neuen Songs U und I Know auch das Lied Love in the Ice von TVXQ.
Am 5. Dezember 2016 startete die europäische Website JAPAKO Music die dreiwöchige Voting-Phase für die International K-Music Awards 2016 (kurz I.K.M.A 2016). KNK sind als beste Newcomer sowie für die beste Choreografie mit Knock nominiert. Die Abstimmung endet am 26. Dezember 2016.

## Mitglieder
| Name                 | Geburtsname              | Geburtstag (Alter)     | Geburtsort        | Position                      |
| -------------------- | ------------------------ | ---------------------- | ----------------- | ----------------------------- |
| Jihun 지훈           | Kim Ji-hun 김지훈        | 20. Februar 1995 (30)  | Siheung           | Team leader Vocal, Main Dance |
| Dongwon 동원         | Lee Dong-won 이동원      | 1. Januar 1994 (31)    | Daegu             | Rap                           |
| Inseong 인성         | Jeong In-seong 정인성    | 1. Juli 1994 (30)      | Seoul             | Main Vocal                    |
| Hyunjong 현종        | Kim Hyun-jong 김현종     | 5. September 1998 (26) | Korea Sud         | Vocal                         |
| Ehemalige Mitglieder |                          |                        |                   |                               |
| Youjin 유진          | Kim You-jin 김유진       | 10. Februar 1993 (32)  | Chungcheongbuk-do | Main Vocal                    |
| Seoham 서함          | Park Gyeong-bok a 박경복 | 28. Oktober 1993 (31)  | Siheung           | Vocal, Main Rap               |
| Heejun 희준          | Oh Hee-jun 오희준        | 8. Mai 1996 (29)       | Seoul             | Vocal, Lead Rap               |

## Diskografie

### EPs
| Jahr | Titel              | Höchstplatzierung, Gesamtwochen, AuszeichnungChartplatzierungen (Jahr, Titel, Platzierungen, Wochen, Auszeichnungen, Anmerkungen) | Höchstplatzierung, Gesamtwochen, AuszeichnungChartplatzierungen (Jahr, Titel, Platzierungen, Wochen, Auszeichnungen, Anmerkungen) | Anmerkungen                              |
| Jahr | Titel              | KR | JP | Anmerkungen                              |
| ---- | ------------------ | --- | --- | ---------------------------------------- |
| 2016 | Awake              | KR7 (10 Wo.)KR | — | Erstveröffentlichung: 2. Juni 2016       |
| 2016 | Remain             | KR12 (10 Wo.)KR | — | Erstveröffentlichung: 17. November 2016  |
| 2017 | Gravity, Completed | KR8 (8 Wo.)KR | — | Erstveröffentlichung: 20. Juli 2017      |
| 2020 | KNK Airline        | KR18 (10 Wo.)KR | — | Erstveröffentlichung: 17. September 2020 |

### Single-Alben
| Jahr | Titel              | Höchstplatzierung, Gesamtwochen, AuszeichnungChartplatzierungen (Jahr, Titel, Platzierungen, Wochen, Auszeichnungen, Anmerkungen) | Höchstplatzierung, Gesamtwochen, AuszeichnungChartplatzierungen (Jahr, Titel, Platzierungen, Wochen, Auszeichnungen, Anmerkungen) | Anmerkungen                            |
| Jahr | Titel              | KR | JP | Anmerkungen                            |
| ---- | ------------------ | --- | --- | -------------------------------------- |
| 2016 | Knock              | KR15 (9 Wo.)KR | — | Erstveröffentlichung: 3. März 2016     |
| 2017 | Gravity            | KR6 (6 Wo.)KR | — | Erstveröffentlichung: 25. Mai 2017     |
| 2017 | U / Back Again     | — | JP7 (1 Wo.)JP | Erstveröffentlichung: 11. Oktober 2017 |
| 2019 | Lonely Night       | KR8 (5 Wo.)KR | — | Erstveröffentlichung: 7. Januar 2019   |
| 2019 | KNK S/S Collection | KR8 (8 Wo.)KR | — | Erstveröffentlichung: 15. Juli 2019    |

### Singles
- 2016: Knock
- 2016: I Remember (요즘 넌 어때)
- 2016: Back Again
- 2016: U
- 2017: Sun, Moon, Star (해, 달, 별)
- 2018: Rain (비)
- 2018: Closer (한 끗 차이) (Inseong, Jihun, Heejun)
- 2019: Lonely Night
- 2019: Sunset
- 2020: Ride

## Preisverleihungen
| Jahr | Preis                                  | Initiator            | Kategorie           | Anmerkung |
| ---- | -------------------------------------- | -------------------- | ------------------- | --------- |
| 2016 | International K-Music Awards (I.K.M.A) | Japako Music         | Best Newcomer       | nominiert |
| 2016 | International K-Music Awards (I.K.M.A) | Japako Music         | Best Choreography   | nominiert |
| 2016 | Mnet Asian Music Awards                | Best New Male Artist | nominiert           |           |
| 2016 | Naver V Live Top 10                    | Naver                | Global Rookie Top 5 | gewonnen  |
| 2016 | Korean Culture Entertainment Awards    | K-pop Singer Award   | gewonnen            |           |
| 2016 | Korean Entertainment Arts Awards       |                      | Netizen Award       | gewonnen  |